# Bauhaus (gruppo musicale)
I Bauhaus sono un gruppo musicale post-punk/gothic rock britannico, formatosi a Northampton nel 1978.

## Storia del gruppo

### Gli inizi: 1978-1980

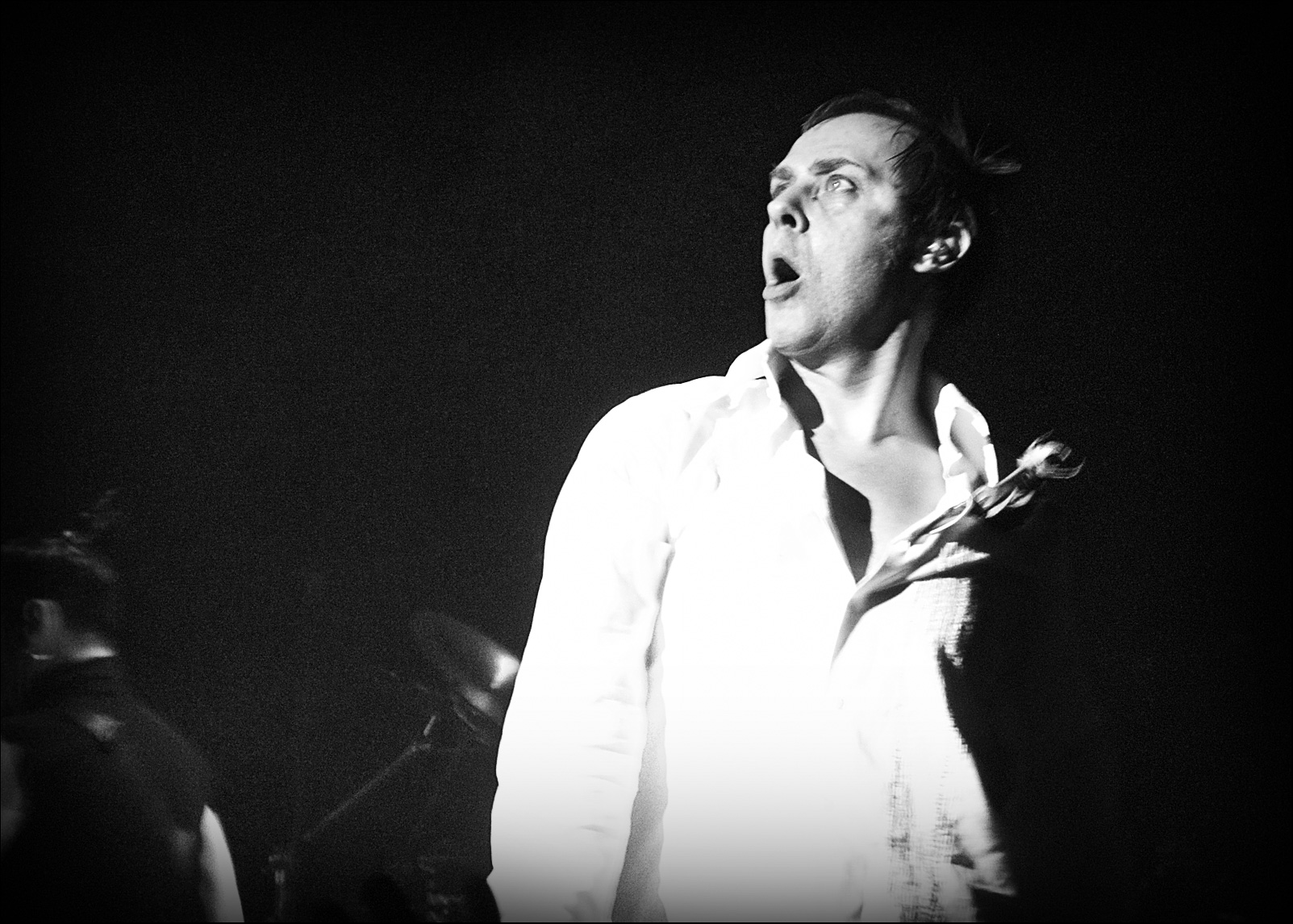
Peter Murphy, 2006

I fratelli Haskins, Kevin (batteria e percussioni) e David J (basso), che avevano già partecipato a progetti musicali di scarso successo come i Craze o i Submerged Tenth assieme al chitarrista Daniel Ash, si unirono a lui e ad un suo vecchio compagno di scuola, Peter Murphy.
Il gruppo così costituitosi si chiamò inizialmente Bauhaus 1919, nome derivato dall'omonima scuola d'arte tedesca con l'aggiunta dell'anno di fondazione della stessa.
Dopo poco tempo, nell'agosto del 1979, uscì il singolo Bela Lugosi's Dead/Boys, pubblicato dall'etichetta indipendente Small Wonder Records. Il pezzo, registrato in presa diretta, esaurì le cinquemila copie iniziali nel giro di poche settimane e venne ristampato tre volte nel giro di pochi mesi dall'uscita. I Bauhaus, dopo aver firmato un contratto nel novembre del 1979 con la 4AD, sussidiaria della Beggars Banquet, pubblicarono un secondo singolo nel gennaio 1980. Dark Entries/Untitled proiettava i Bauhaus nel mondo del post-punk.
I Bauhaus iniziarono quindi un tour europeo e sempre più pubblico affluiva ai loro concerti, resi teatrali dal carismatico frontman Murphy. Riuscirono a catturare l'attenzione e i consensi della stampa. Quindi uscì il terzo singolo, Terror Couple Kill Colonel, ispirato a un fatto di cronaca: un colonnello ucciso nella sua casa in Germania Ovest. Sull'altro lato del disco Scopes ed una seconda versione del brano sul lato A.
Nel settembre del 1980 iniziò il loro primo tour negli Stati Uniti d'America e venne pubblicato il singolo Telegram Sam, cover dell'omonimo brano dei T. Rex. In ottobre venne quindi pubblicato il loro primo album, In the Flat Field. Il successo del primo album portò il gruppo a posizionare per la prima volta due singoli nelle classifiche pop. Infatti sia Kick in the Eye, sia The Passion of Lovers, tratti dal secondo album ormai pronto per essere pubblicato, entrarono nella Top 60 inglese nel 1981.

### Dal 1981 allo scioglimento nel 1983

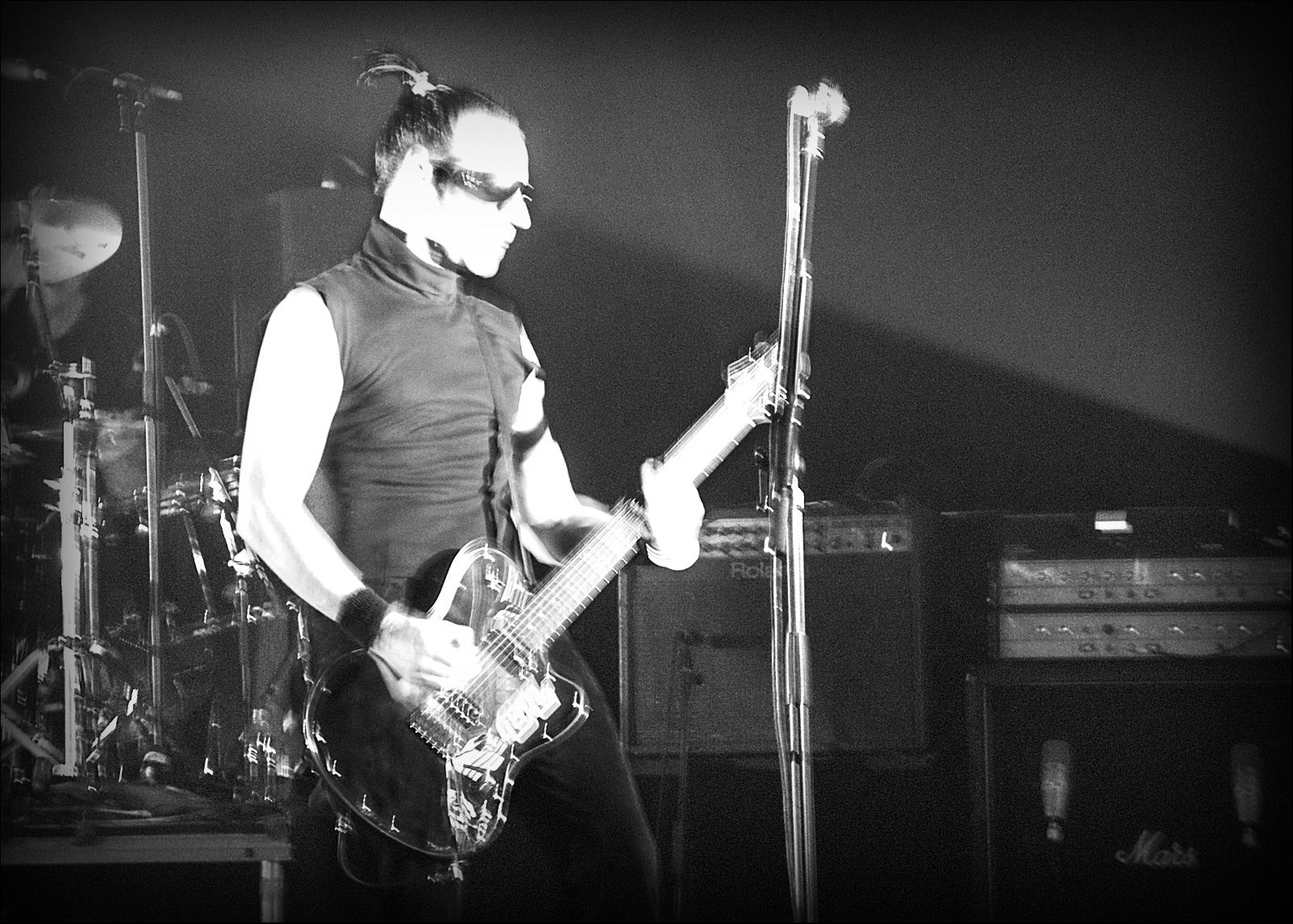
Daniel Ash, 2006

Nell'ottobre del 1981 i Bauhaus pubblicarono quindi Mask, loro secondo album, che sperimentava nuove soluzioni musicali, senza però allontanarsi dalla matrice dark che li aveva sinora contraddistinti. L'album fu un successo, raggiunse infatti la posizione 30 delle classifiche inglesi. Nel tour che ne seguì vi fu la partecipazione al festival Electra1 - Festival per i fantasmi del futuro, che si svolse a Bologna tra il 17 ed il 20 luglio 1981 e che li vide sullo stesso palco dei DNA, Brian Eno, Peter Gordon, Chrome, The Lounge Lizards, Gaznevada, N.O.I.A., Rats, Band Aid e del gruppo teatrale Magazzini Criminali
Anche il 1982 fu un anno denso di successi per i Bauhaus. In marzo pubblicarono l'EP Searching for Satori, che raggiunse la posizione 45 delle classifiche. In estate pubblicarono un altro singolo dal titolo Spirit e quindi Lagartija Nick. Prima della realizzazione del terzo album, The Sky's Gone Out, pubblicarono come singolo una personale versione della canzone Ziggy Stardust di David Bowie, che raggiunse la posizione numero 15 delle classifiche. Trascinato dal successo di quest'ultimo singolo, The Sky's Gone Out raggiunse il quarto posto delle classifiche inglesi degli album.
Nel 1983 Peter Murphy fu colpito da polmonite, fatto che lo allontanò dalle sessioni di registrazione del quarto album in studio, Burning from the Inside. Di conseguenza Daniel Ash e David J diedero all'album molti più contributi che in precedenza, cantando anche alcuni dei brani. Al rientro di Murphy, completamente ristabilito, il gruppo andò in tour in Giappone, per tornare subito nel Regno Unito per la promozione del nuovo LP. Anche questo album riscosse notevole successo, posizionandosi al 13º posto delle classifiche. Nel luglio dello stesso anno la band, tuttavia, si sciolse improvvisamente, senza un dichiarato motivo.
Il film uscito nel 1983 Miriam si sveglia a mezzanotte, di Tony Scott, interpretato da Catherine Deneuve, Susan Sarandon e David Bowie, vede un cameo del gruppo interpretare Bela Lugosi's Dead nei titoli di testa del film.

### Dopo lo scioglimento: dal 1983 al 1998

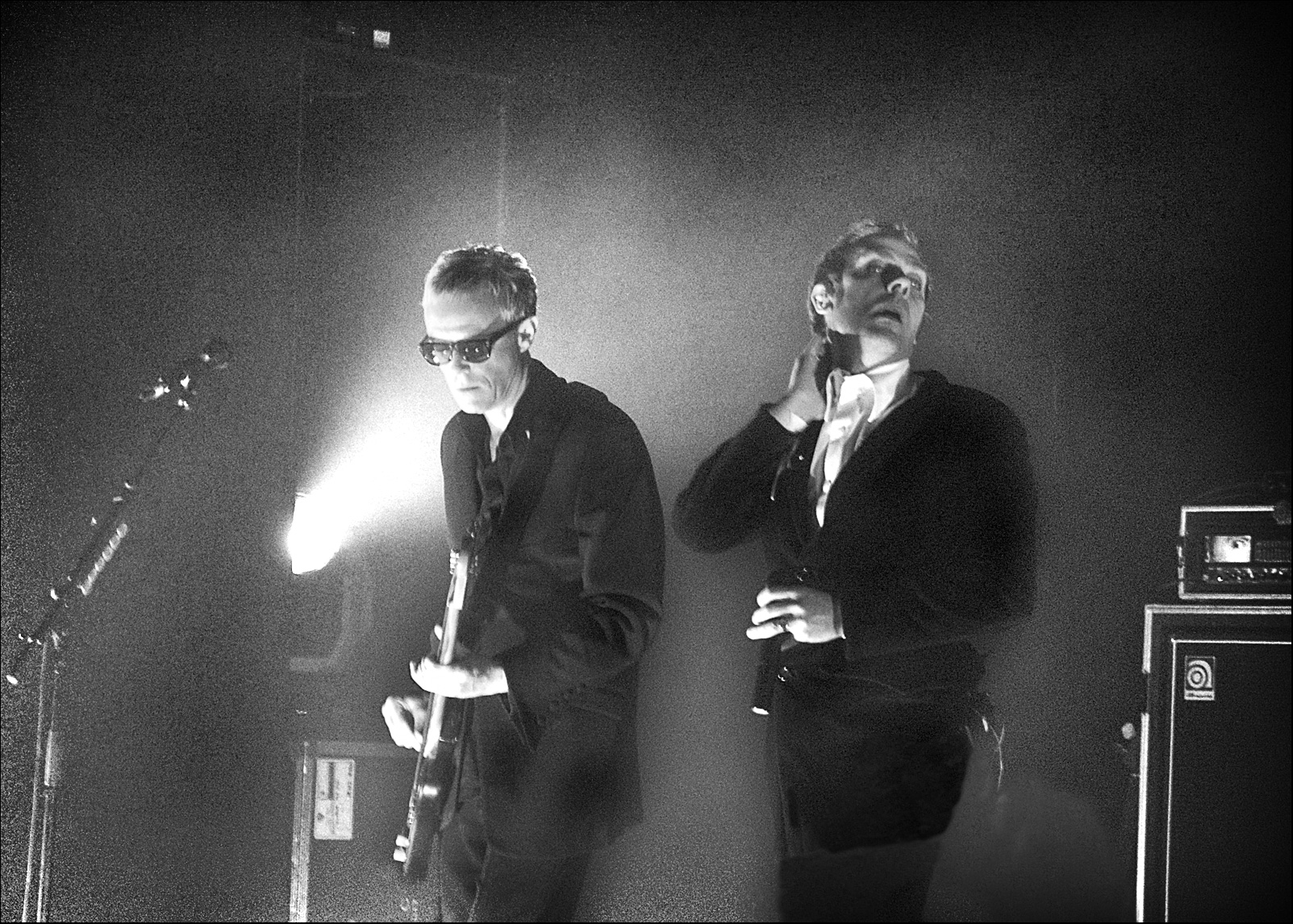
David J e Peter Murphy, 2006

Dopo la separazione del 1983, Peter Murphy formò insieme al bassista Mick Karn i Dali's Car. I due pubblicarono l'album The Waking Hour nel 1984, che però non ebbe particolare successo, e di comune accordo decisero quasi subito lo scioglimento della band. Peter Murphy proseguì quindi una carriera solista.
Daniel Ash continuò a suonare con un suo progetto parallelo nato nel 1981, i Tones on Tail, con Kevin Haskins e il roadie dei Bauhaus Glen Campling.
David J pubblicò alcuni album come solista e collaborò con alcuni gruppi, come The Jazz Butcher.
Nel 1985 Ash, Haskins e David J formarono i Love and Rockets, dopo che la proposta di riunione dei Bauhaus non venne accolta da Peter Murphy. Il gruppo pubblicò sette album, ma non riuscì mai a sfondare, eccezion fatta per il singolo So Alive del 1989, che entrò nelle classifiche americane. Il gruppo si sciolse nel 1998.

### La riunione: 1998-2008
Nel 1998, dopo quindici anni dalla separazione, e con la carriera sia dei Love and Rockets che di Peter Murphy arrivate allo stallo, i quattro decidono di riformare i Bauhaus. Inizia così un tour nel quale presentano due nuovi brani, Severance e The Dog's a Vapour, il primo dei quali è una cover dei Dead Can Dance. Da questo tour sono stati tratti nel 1999 l'album ed il video intitolati Gotham.
Il gruppo comunque non produce nuovo materiale, anche perché Peter Murphy continua comunque nella sua carriera solista e, nel 2005, ritorna in tour sia negli Stati Uniti che in Europa (tour che si è concluso nel febbraio 2006). Solo nel marzo del 2008 i Bauhaus pubblicano un nuovo album di inediti, dal titolo Go Away White, non seguito tuttavia da alcun tour promozionale.

### Seconda riunione: 2019
Nel 2017, Ash and Kevin Haskins fecero una tournée a nome Poptone with Haskins, con la figlia Diva Dompe al basso. Il gruppo propose una scaletta con canzoni di Bauhaus, Tones on Tail e Love and Rockets, oltre a varie cover. Venne pubblicato anche un album dal vivo registrato durante la tournée.
Nel 2018, Murphy and David J partirono per un tour, che toccò Nuova Zelanda, Australia e Europa, per celebrare il quarantesimo anniversario dei Bauhaus, suonando tutto l'album In the Flat Field.
Nel settembre del 2019 i Bauhaus al completo annunciarono un concerto all'Hollywood Palladium. Successivamente, venne aggiunta una seconda data nello stesso luogo e ancora una terza, a causa dell'esaurimento dei biglietti delle prime due.
Nel marzo del 2022, i Bauhaus hanno pubblicato un nuovo brano, a distanza di quattordici anni dagli ultimi, Drink the New Wine, registrato dai quattro separatamente a causa del confinamento per il Covid.

## Stile musicale
Il gruppo ha citato in un'intervista, tra le sue influenze, le prime band post-punk Siouxsie and the Banshees e Joy Division.

## Formazione
- Peter Murphy - voce, chitarra
- Daniel Ash - chitarra, voce
- David J - basso, voce
- Kevin Haskins - batteria

## Discografia

### Album in studio
- 1980 - In the Flat Field
- 1981 - Mask
- 1982 - The Sky's Gone Out
- 1983 - Burning from the Inside
- 2008 - Go Away White

### Album dal vivo
- 1982 - Press the Eject and Give Me the Tape
- 1989 - Swing the Heartache: the BBC Sessions
- 1992 - Rest In Peace: The Final Concert
- 1999 - Gotham
- 2009 - This Is For When... - Live at the Hammersmith Palais 1981

### Raccolte
- 1983 - 4AD
- 1983 - The Singles 1981-1983
- 1985 - 1979-1983
- 1986 - 1979-1983 Volume One
- 1986 - 1979-1983 Volume Two
- 1997 - Beneath the Mask
- 1998 - Crackle

### EP
- 1982 - Kick in the Eye (Searching for Satori E.P.)
- 1983 - Bauhaus E.P.
- 2009 - ...And Remains

### Singoli
- 1979 - Bela Lugosi's Dead
- 1980 - Dark Entries
- 1980 - Terror Couple Kill Colonel
- 1980 - Telegram Sam
- 1981 - Kick in the Eye
- 1981 - The Passion of Lovers
- 1982 - Satori in Paris
- 1982 - A God In An Alcove
- 1982 - Spirit
- 1982 - Ziggy Stardust
- 1982 - Lagartija Nick
- 1983 - She's in Parties
- 1983 - Sanity Assassin
- 1986 - Spirit In The Sky
- 2008 - Too Much 21st Century
- 2022 - Drink the New Wine

## Videografia
- 1992 - Archive
- 1995 - Shadow & Light
- 1999 - Gotham
- 2005 - Shadow of Light Archive